# Derrière Tête de Ran
Derrière Tête de Ran är en kulle i Schweiz. Den ligger i kantonen Neuchâtel, i den västra delen av landet, 50 km väster om huvudstaden Bern. Toppen på Derrière Tête de Ran är 1 347 meter över havet.